# كريستيان غليديتش
كريستيان غليديتش (بالنرويجية البوكمول: Kristian Gleditsch)‏ هو مهندس مدني نرويجي، ولد في 30 يونيو 1901 في ترومسو في النرويج، وتوفي في 7 أبريل 1973.